# Кашинцев, Алексей Григорьевич
Алексей Григорьевич Кашинцев (1923—1970) — старшина Советской Армии, участник Великой Отечественной войны, Герой Советского Союза (1944).

## Биография
Алексей Кашинцев родился 12 февраля 1923 года в селе Жвалово (ныне — Судиславский район Костромской области). После окончания семи классов школы и курсов счетоводов работал в колхозе. В начале июня 1941 года Кашинцев был призван на службу в Рабоче-крестьянскую Красную Армию. С начала Великой Отечественной войны — на её фронтах. К июню 1944 года ефрейтор Алексей Кашинцев был разведчиком-наблюдателем 1310-го лёгкого артиллерийского полка 66-й лёгкой артиллерийской бригады 21-й артиллерийской дивизии 6-й гвардейской армии 1-го Прибалтийского фронта. Отличился во время форсирования Западной Двины.
24 июня 1944 года Кашинцев в составе группы разведчиков переправился через Западную Двину в районе деревни Поречье Шумилинского района Витебской области Белорусской ССР и провёл разведку немецких огневых точек, после чего, корректируя огонь артиллерии полка, уничтожил 75-миллиметровое артиллерийское орудие, батарею миномётов и два пулемёта. В бою Кашинцев был контужен, но продолжал корректировать огонь.
Указом Президиума Верховного Совета СССР от 22 июля 1944 года за «образцовое выполнение заданий командования и проявленные мужество и героизм в боях с немецкими захватчиками» ефрейтор Алексей Кашинцев был удостоен высокого звания Героя Советского Союза с вручением ордена Ленина и медали «Золотая Звезда» за номером 3745.
После окончания войны Кашинцев продолжил службу в Советской Армии. В марте 1947 года в звании старшины он был демобилизован. Проживал в Волгограде, работал на стройке Волжской ГЭС. Скончался 15 января 1970 года.
Был также награждён рядом медалей.
В честь Кашинцева названа улица в Судиславле.